# Le Pin (peinture)
Pour les articles homonymes, voir pin.
Le Pin (The Jack Pine, 1916-1917) est une peinture à l'huile de Tom Thomson. Elle représente le pin gris, l'espèce de pin la plus largement répandue au Canada. La peinture est considérée comme une représentation emblématique du paysage canadien, et est l'une des œuvres les plus reconnues et reproduites au pays.
Complétée en 1917, l'année de la mort de son créateur, elle a pour dimensions  127,9 × 139,8 cm. Elle fait partie de la collection du musée des beaux-arts du Canada d'Ottawa depuis 1918.

## Historique
À partir de 1913, Thomson visite à chaque année le parc provincial Algonquin du printemps à l'automne, travaillant régulièrement comme guide et occupant ses loisirs à pêcher et peindre.
Des arbres en premier plan et un plan d'eau distant forment un motif typique de l’œuvre de Thomson. On peut ainsi considérer Pine Island, Georgian Bay (1914–1916) comme un précurseur du Pin et de  West Wind .
Thomson fit une première version en  pochade à l'huile en 1916 sur Grand Lake près de la baie de Carcajou avec les collines en arrière-plan ;  ensuite il réalisa sa grande peinture en atelier en 1917 et le même décor pour d'autres peintures comme West Wind.

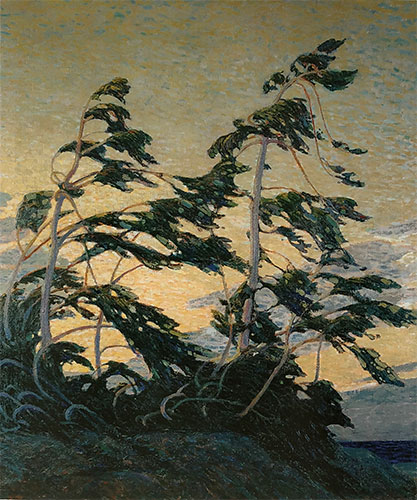
Pine Island
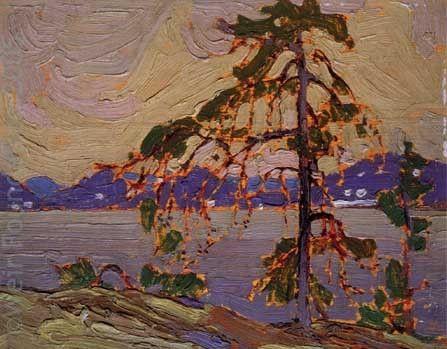
Pochade initiale du Pin.
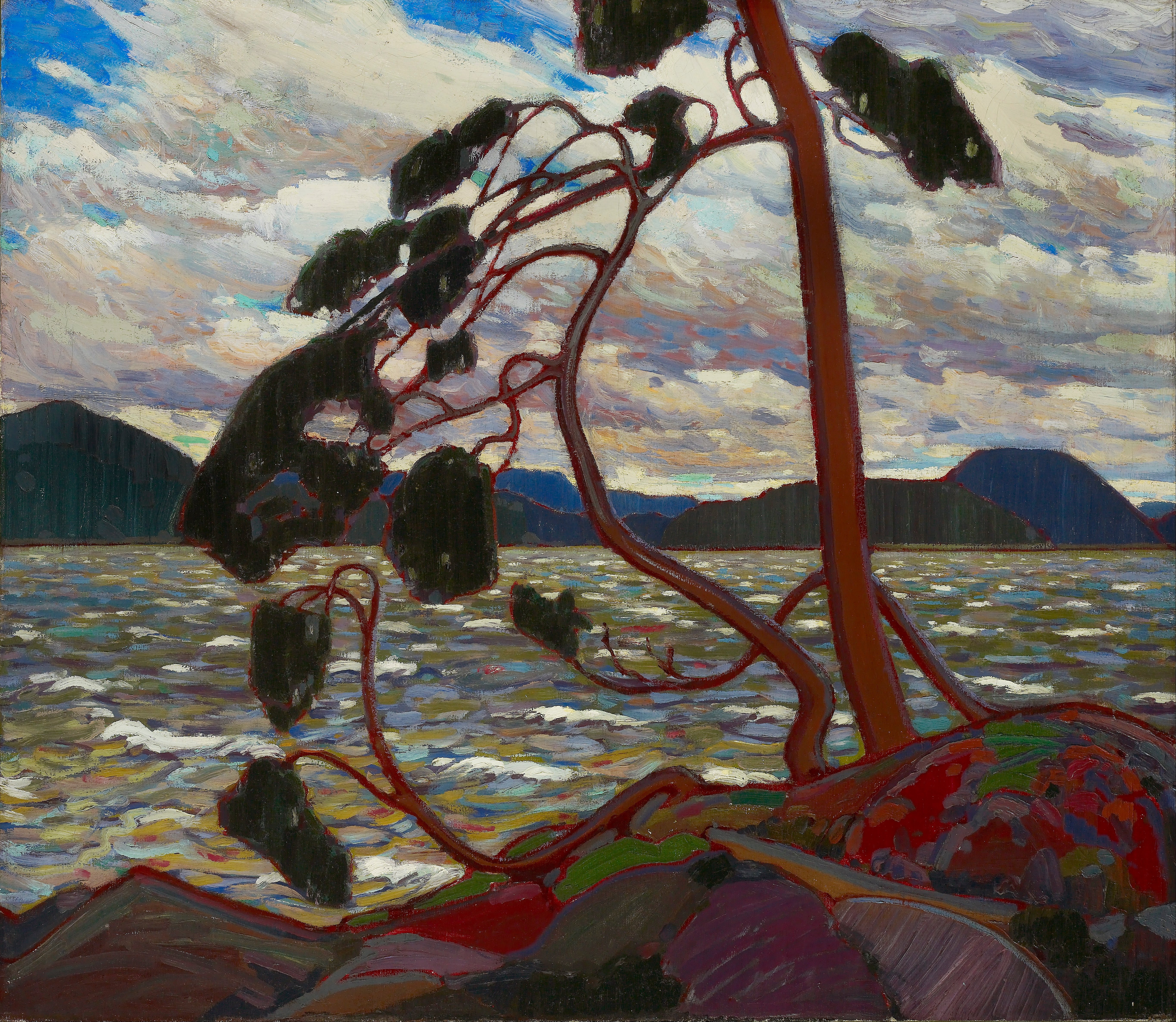
West Wind.